# Paralacydes extensa
Paralacydes extensa är en fjärilsart som beskrevs av Walker 1856. Paralacydes extensa ingår i släktet Paralacydes och familjen björnspinnare. Inga underarter finns listade i Catalogue of Life.